# Consort Zhou (Cheng)
La Consort Zhou (周貴人, nom personal desconegut) (morta el 363 EC) va ser una consort imperial Dinastia Jin (265-420). Ell va ser una concubina de l'Emperador Cheng. Va estar afavorida per ell, i li va donar a llum als seus dos únics fills -- Sima Pi (més tard l'Emperador Ai) i Sima Yi (més tard l'Emperador Fei). Després que l'Emperedor Ai es va convertir va ser entronitzat en el 362, succeint al seu cosí l'Emperador Mu, ell la va honrar amb el títol de "Consort Vídua" (皇太妃), però mai la va honrar amb el títol d'emperadriu vídua (ja que eixa posició la tenia la mare de l'Emperador Mu, l'Emperadriu Vídua Chu). Ella va faltar en el 363 i fou enterrada amb grans honors, però no amb els honors d'una emperadriu, ja que ella mai va ser una.